# Akcja ratunkowa w jaskini Tham Luang
Akcja ratunkowa w jaskini Tham Luang – akcja poszukiwawcza i ratunkowa, która miała miejsce w dniach od 23 czerwca do 10 lipca 2018, mająca na celu uwolnienie 12 chłopców w wieku 11–16 lat i ich dwudziestopięcioletniego trenera z jaskini Tham Luang w północnej Tajlandii, w prowincji Chiang Rai przy granicy z Mjanmą.
Chłopcy wraz z trenerem zaginęli 23 czerwca, a nurkowie odnaleźli ich wszystkich 2 lipca. Przez kilka dni przygotowano się do operacji ratunkowej, z kilku możliwych opcji ratowniczych wybrano wyprowadzenie dzieci przez doświadczonych nurków. W trakcie przygotowań zginął jeden z nurków zaopatrujących jaskinię w tlen. Sama akcja wyprowadzenia chłopców z jaskini zakończyła się sukcesem; po trzech dniach uratowano wszystkie osoby i poddano je obserwacji szpitalnej. W całej akcji brało udział ponad 1000 żołnierzy tajlandzkich, eksperci z USA, Wielkiej Brytanii, Holandii, Chin, Mjanmy i Australii.
Akcji ratowniczej towarzyszyło duże zainteresowanie mediów z całego świata: do Tajlandii udało się ponad 1000 dziennikarzy. Operacja została oceniona jako największa i najbardziej złożona akcja ratunkowa w jaskini w historii.

## Uczestnicy
Zaginieni w jaskini należeli do juniorskiego klubu piłkarskiego „Dziki” (หมูป่า, TRGS: Mu Pa), założonego w 2015, skupiającego zawodników należących do różnych grup etnicznych. Klub ma trzy zespoły juniorskie: do lat 13, 16 i 19, grające w rozgrywkach lokalnych; uwięzieni w jaskini pochodzili z każdego z nich. Początkowo chłopcy spotkali się w 14-osobowym gronie, do jaskini nie weszło dwóch z nich, jeden, gdyż zapomniał roweru, a drugi, ponieważ na prośbę rodziców musiał być wcześniej w domu. W zespole tylko jeden chłopiec (Adul Sam-on) władał językiem angielskim i od momentu odnalezienia przez ratowników pełnił funkcję tłumacza. Według pierwotnych planów wyprawa do jaskini miała zająć najwyżej godzinę.
Trener juniorskiej drużyny piłkarskiej, dwudziestopięcioletni Ekkapol Chantawong, został osierocony przez rodziców w wieku 10 lat. Rok później wstąpił do zakonu buddyjskiego, gdzie spędził 10 lat. Przez znające go osoby, w tym również prowadzonych przez niego piłkarzy, uważany był za opiekuńczego i odpowiedzialnego. Podobnie jak trzech chłopców z jego drużyny, nie miał obywatelstwa Tajlandii. Chłopcy odwiedzali jaskinię Tham Luang już wcześniej, m.in. podczas ceremonii inicjacyjnej.

## Jaskinia

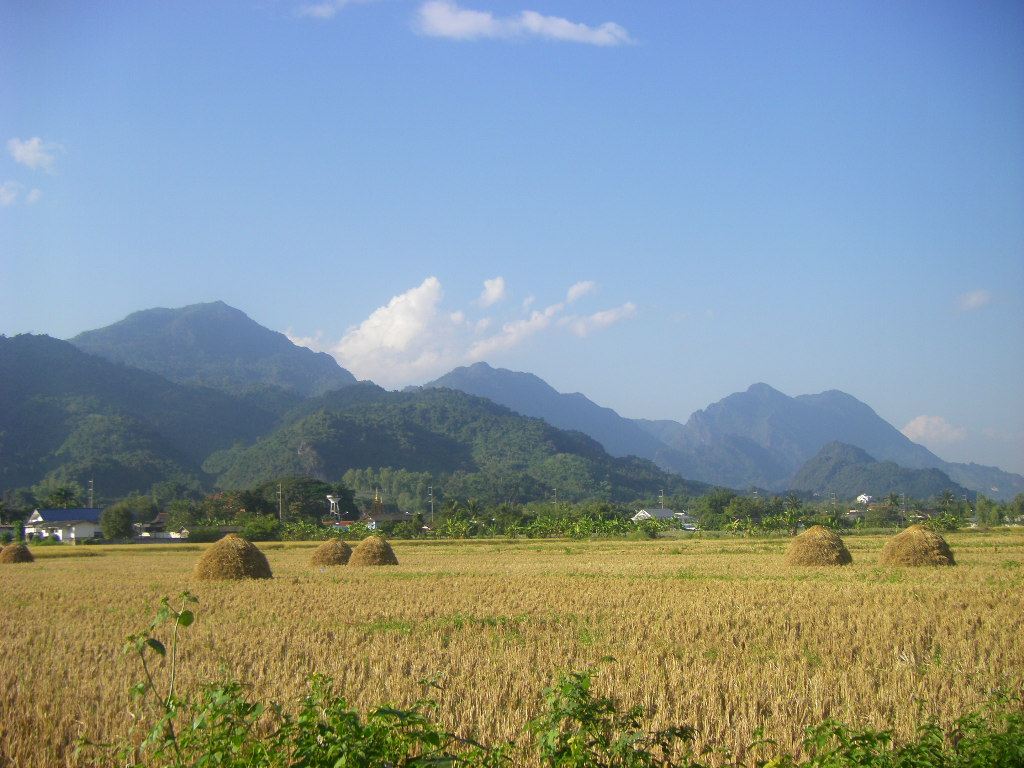
Pasmo górskie Doi Nang Non, w którym znajduje się jaskinia

Tham Luang jest czwartą pod względem wielkości tajską jaskinią, znajdującą się pod pasmem górskim Doi Nang Non na granicy Tajlandii i Mjanmy.  Od sali wejściowej ciągnie się wąski i kręty, często stromy korytarz. Rozszerza się miejscami, tworząc niewielkie sale. W odległości ok. 4 km od wejścia znajduje się duża sala zwana Pattaya Beach, nosząca nazwę plaży w pobliżu Bangkoku. Droga do niej nie jest uważana za szczególnie trudną, jej pokonanie w normalnych warunkach zajmuje kilka godzin. Od korytarza odchodzą wąskie szczeliny. Część z nich dochodzi do powierzchni. W ten sposób do jaskini dostaje się świeże powietrze, ale także w porze monsunowej woda deszczowa powodująca jej zalanie na wysokość ok. 5 m.

## Zaginięcie
23 czerwca 2018 trener Ekkapol Chanthawong zabrał dwunastu chłopców do jaskini Tham Luang. Według niektórych źródeł chłopcy weszli do jaskini samowolnie, aby schronić się przed deszczem. Celem wycieczki mogło być uczczenie 17. urodzin jednego z członków zespołu, Peerapata Sompiangjaia. Podczas eksplorowania jaskini drużynę zaskoczył intensywny deszcz, który zalał korytarz i odciął uczestników wyprawy od wyjścia. Zmuszeni byli poszukać miejsca, w którym mogliby się schronić przed wzbierającą wodą. Idąc w kierunku przeciwnym do wyjścia, chłopcy wraz z opiekunem znaleźli się w odległości ok. 4 km od wejścia. W pewnym momencie zorientowali się, że zgubili drogę, toteż postanowili przygotować obóz. W tym celu skorzystali ze skalnej półki. Część robót musieli wykonać własnoręcznie, m.in. wykopać zagłębienie, gdyż poziom wody podwyższył się o 3 metry. Chłopcy przez 10 dni przebywali bez pożywienia. Dzięki wskazówkom trenera – byłego mnicha buddyjskiego – oddali się medytacji, dzięki czemu mogli dłużej gospodarować siłami. Czas do momentu odnalezienia spędzili na rozmowach i grze w warcaby.

## Poszukiwanie i odnalezienie

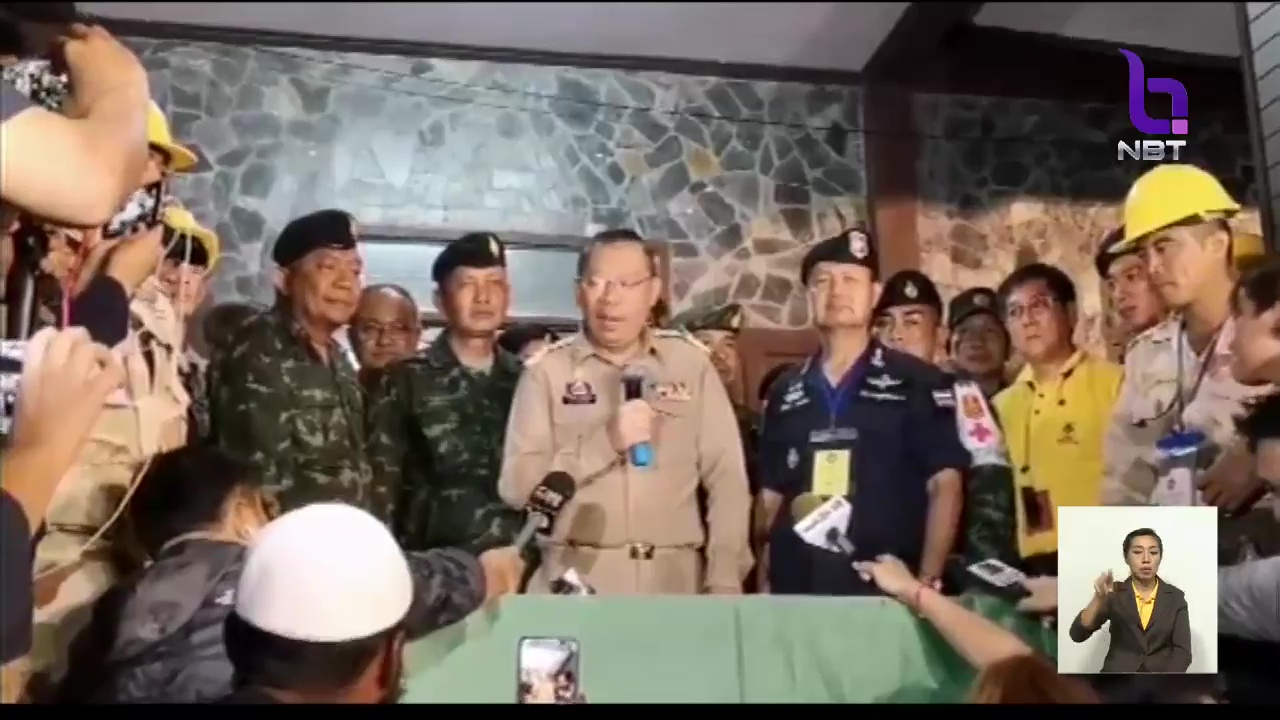
Ogłoszenie odnalezienia chłopców przez władze lokalne

Zaginięcie zgłosiła na policję matka jednego z chłopców, kiedy syn nie wrócił na noc. Poszukiwania rozpoczęto jeszcze w dniu zaginięcia; znaleziono jedynie rowery i sprzęt sportowy u wejścia do jaskini; zorganizowane poszukiwania rozpoczęto następnego dnia. Badano m.in. ślady przy jaskini i w jej wnętrzu. Pierwsi ratownicy zagraniczni przybyli do Tajlandii 28 czerwca; część jako ochotnicy, część na zaproszenie rządu Tajlandii. Wyprawa ratunkowa z początku była chaotyczna; nurkowie tajskiej jednostki Navy SEALs mieli małe doświadczenie w nurkowaniu jaskiniowym.  24 czerwca do jaskini weszli nurkowie brytyjscy i amerykańscy formacji Navy SEAL. W akcji brały również tajskie siły Navy Seal pod dowództwem admirała Arpakorna Yuukongkaewa. 26 czerwca nurkowie dotarli do rozgałęzienia jaskini (oznaczone na mapie T-junction), jednak rwąca woda zmusiła ich do powrotu. Następnego dnia na poszukiwania wyruszyła amerykańska Pacific Command, jednak i oni zmuszeni byli do odwrotu z powodu rwącego potoku. Bardziej intensywne wyprawy w głąb jaskini rozpoczęły się 30 czerwca, kiedy deszcz ustał. Wtedy również osiągnięto znaczący postęp, docierając do tzw. sali 3, gdzie założono obóz.
Drużyna wraz z trenerem została odnaleziona przez dwóch brytyjskich płetwonurków, Richarda Stantona i Johna Volanthena. 2 lipca, 400 metrów za salą Pattaya Beach, w suchym miejscu jaskini, gdzie schronili się przed przybierającą wodą. Według relacji Stantona wyczuli chłopców po zapachu, zanim ich zobaczyli i usłyszeli. Chłopcy byli głodni i osłabieni. Początkowo zaginieni myśleli, że zostali odnalezieni przez turystów. Poprosili o jedzenie i zapytali, jaki jest dzień tygodnia. Brytyjscy ratownicy spędzili z nimi pewien czas, aby podnieść ich morale, a odchodząc zostawili im latarki. Przez tydzień nurkowie dostarczali im wodę, leki i żywność; mimo prośby chłopców o lokalne potrawy, dostarczano im głównie żywność wysokokaloryczną i preparaty witaminowe. Przez cały czas od odnalezienia drużyny z chłopcami przebywał lekarz, Australijczyk Richard Harris, anestezjolog i nurek z 30-letnim doświadczeniem. Od czasu odnalezienia chłopcy utrzymywali z rodzinami kontakt listowy. Zapewniali, że czują się dobrze i są silni. Równolegle trwała budowa systemu doprowadzającego tlen do jaskini; budowę zakończono 7 lipca.

## Przygotowania do akcji

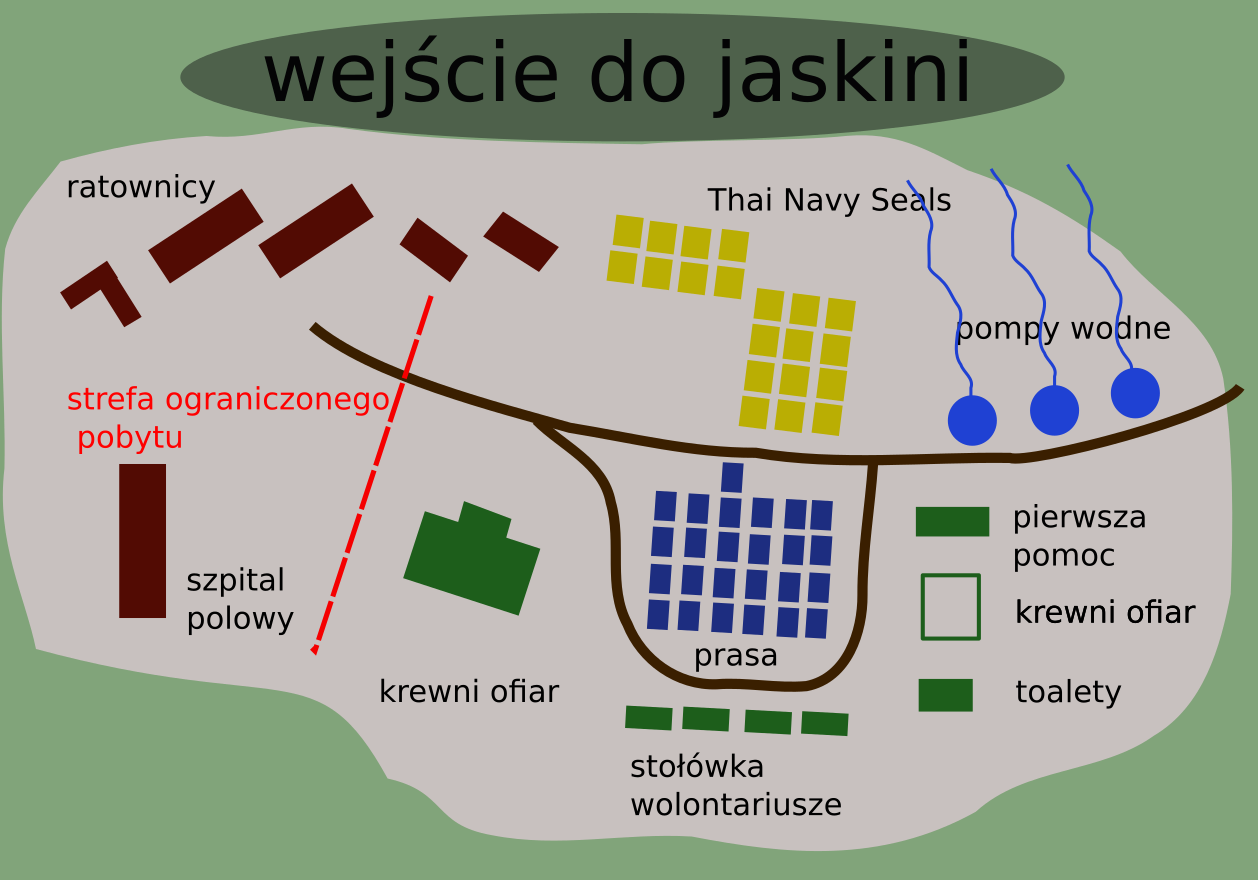
Obóz ratunkowy

Planując akcję ratunkową, liczono się z tym, że z powodu opadów deszczy monsunowych chłopcy będą musieli pozostać w jaskini przynajmniej 4 miesiące. Rozważano cztery warianty działania: wykopanie szybu z góry, nauczenie dzieci nurkowania, wypompowanie wody z jaskini oraz oczekiwanie do końca pory deszczowej. Przeciw pozostawieniu chłopców w jaskini przemawiało niedotlenienie jej wnętrza; poziom tlenu spadł do 15% (najniższy bezpieczny próg wynosi 12%). Zrealizowano sto prób wykonania odwiertu, którym można by dostać się do sali. Wywiercono otwór o długości ok. 400 m, do celu zabrakło kilkuset metrów. 
Przy wejściu do jaskini utworzono obóz podzielony na kilka stref: dla ratowników, wojskowych, wolontariuszy, dla krewnych uwięzionych chłopców, kuchnię polową, sektor prasy i szpital polowy. Rozpoczęto wydobywanie wody z jaskini przy użyciu motopomp, jednak nie przynosiło to oczekiwanych skutków, a wody ubywało z prędkością 1 centymetra na godzinę. W trakcie akcji zginął tajlandzki nurek Saman Kuman, jeden z ratowników dostarczających tlen do jaskini. Przyczyną śmierci było niedotlenienie, ratownikowi zabrakło tlenu podczas powrotu z jaskini; wyciągnięty z jaskini przez innego nurka zmarł mimo natychmiastowej akcji reanimacyjnej. Nie ustrzeżono się błędów, m.in. przez pewien czas ochotnicy działający poza oficjalnym systemem ratunkowym omyłkowo wpompowywali wodę do jaskini. Jedną z koncepcji akcji ratunkowych zaproponował Elon Musk, którego zespół opracował kapsułę dostosowaną do rozmiarów chłopców. Propozycja ta została jednak odrzucona przez szefa akcji ratunkowej, który stwierdził, że choć sama kapsuła jest zaawansowana technologicznie, nie jest praktyczna i zostanie jedynie opcją rezerwową.

## Akcja ratunkowa

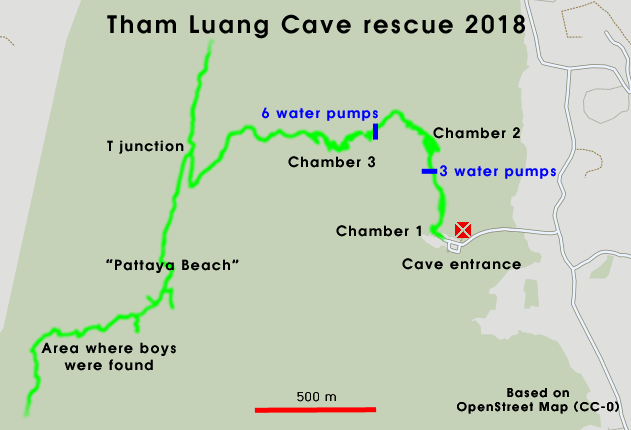
Schemat jaskini. Cave entrance – wejście do jaskini, Water pumps – pompy wodne, Chamber – sala (komora), Area where boys were found – miejsce znalezienia chłopców, T-junction – rozgałęzienie

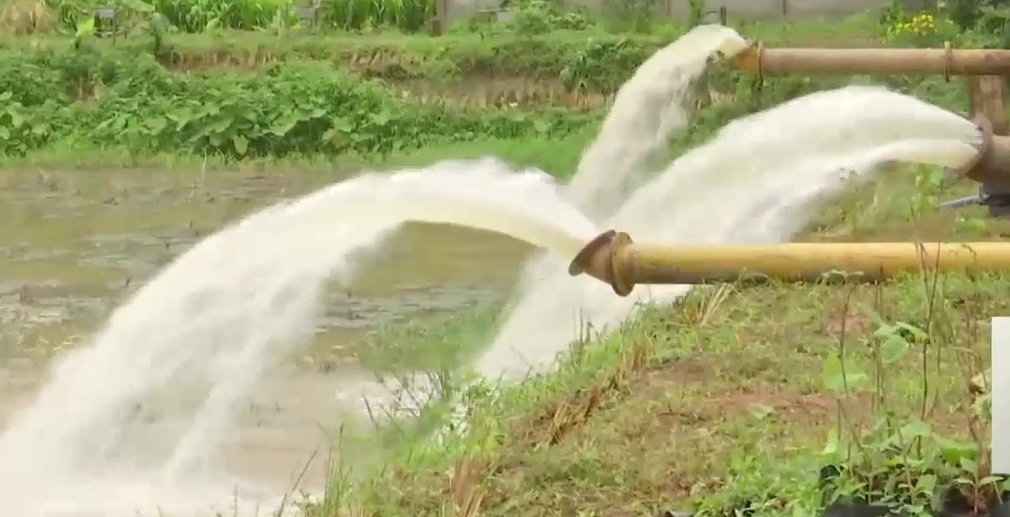
Wypompowywanie wody z jaskini

Działania ewakuacyjne wymógł ulewny deszcz, który spadł w okolicy jaskini 4 lipca. Wtedy już były przygotowane plany całej operacji. Decyzję podjął rząd Tajlandii po konsultacji z nurkami brytyjskimi w świadomości, że nie jest to operacja bezpieczna i może zakończyć się tragedią, głównie z powodu paniki, jaką może wywołać 5–6 godzinna droga na zewnątrz. Akcję mającą na celu wyprowadzenie chłopców z jaskini rozpoczęto w niedzielę 7 lipca, o terminie przesądził zbliżający się deszcz monsunowy. Decyzję podjął lekarz, który wcześniej udał się na miejsce i przebadał chłopców. Szefem operacji był Narongsak Osotthanakorn.
W akcji w jaskini brało bezpośrednio udział 40 ratowników z Tajlandii i 50 z zagranicy: Wielkiej Brytanii, Australii, Danii, Belgii, Kanady i Finlandii. Akcję rozpoczęto w niedzielę, 8 lipca o 14:30. Wyprowadzenie dzieci było trudne, gdyż przejścia były wąskie, a do pokonania syfony wypełnione wodą. Obawiano się m.in. paniki wśród chłopców podczas pokonywania zalanego korytarza. Proces wyprowadzania odnalezionych był połączeniem chodzenia, brodzenia, wspinaczki i nurkowania. Aby wyprowadzić chłopca z jaskini, należało go podpiąć za pomocą uprzęży do pierwszego ratownika, płynącego przodem. Ratownik ten trzymał butlę z tlenem, którym oddychał wyprowadzany nastolatek. Drugi ratownik asekurował chłopca z tyłu. Chłopcy mieli nałożone specjalne maski, zasłaniające całe twarze. Podczas przemieszczania byli trzymani głową w dół za pomocą przymocowanego na ich plecach uchwytu. Zarówno ratownicy, jak i ratowany trzymali się uprzednio rozciągniętej w jaskini liny. Najtrudniejszym odcinkiem był tzw. T-junction, wąskie przejście, przy pokonywaniu którego należało zdjąć zbiorniki z tlenem. Największym niebezpieczeństwem była możliwość uszkodzenia butli tlenowych, kombinezonów i lin przez ostre kanty skał. 
Chłopców planowano wyprowadzić w kolejności od najsłabszych do najsilniejszych, choć były również plany ewakuacji w odwrotnej kolejności. Ostatecznie o porządku zadecydował trener Chantawong, według wypowiedzi z konferencji prasowej chłopców pozwolono im zgłosić się na ochotnika. Zdaniem doktora Paka Loharnshoona, wraz z którym podejmowano decyzję, każdy z chłopców mógł wyjść jako pierwszy. Wyprowadzenie jednego chłopca z jaskini trwało przeciętnie 3 godziny. Przed rozpoczęciem wyprowadzania chłopcom podano silny środek uspokajający – ketaminę i z jaskini byli wynoszeni półprzytomni. Pierwszego dnia akcji z jaskini wyprowadzono 4 chłopców, a akcję przerwano z powodu wyczerpania się zapasów tlenu. Drugiego dnia uratowano również czterech chłopców. W końcowym fragmencie jaskini w akcji uczestniczyło bezpośrednio 100 osób, większość z nich tworzyła łańcuch ludzki. Akcję zakończono 10 lipca, wydostając na zewnątrz ostatnich 4 chłopców oraz trenera. Najtrudniejszym okazało się przygotowanie do wyprowadzenia 11-letniego chłopca; najmniejsza osiągalna maska była zbyt duża na jego twarz i trzeba było ją przerabiać. Akcję ratowniczą kontrolował rząd tajlandzki; personalia chłopców nie były podawane na bieżąco, co tłumaczono względami zdrowotnymi. Kilka godzin po zakończeniu akcji ratunkowej doszło do awarii pomp ratowniczych, podczas gdy uczestnicy akcji ratowniczej zbierali sprzęt w jaskini; zostali zmuszeni do wycofania się.

## Oddźwięk

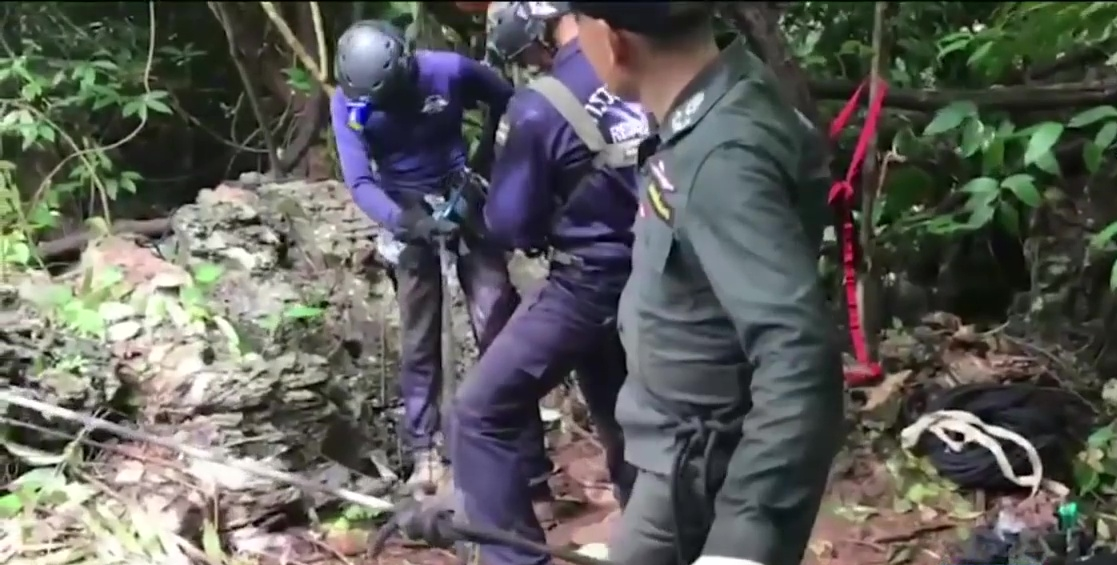
Policja bada wejście do jaskini

Na prośbę o pomoc rządu Tajlandii, przedstawioną 4 lipca, zareagowali nurkowie z wielu krajów. Na pomoc przybyli brytyjscy nurkowie-eksperci, a także specjalista speleolog z dobrą znajomością jaskini Tham Luang. Stany Zjednoczone przysłały specjalistę od survivalu i elitarny oddział ratowniczy, przygotowany do niesienia pomocy, również medycznej, w każdych warunkach. Pod koniec tygodnia przybyli wojskowi specjaliści z Australii, przysłano również pomoc cywilną z Chin, Japonii i Izraela. Władze lokalne oceniają, że do pomocy w poszukiwaniach i akcji ratunkowej przybyło ponad 2 tys. wolontariuszy. Na temat akcji ratunkowej wypowiadali się politycy; pochwalili ją m.in. Theresa May i Donald Trump. 
Do akcji poszukiwawczej i ratunkowej przystąpiła duża część lokalnej społeczności z sąsiedniej wioski Maesai położonej 4 km od jaskini i okolicznych osad, z których pochodzili chłopcy. Mieszkańcy zaangażowali się w prace przy przygotowywaniu posiłków, sprzątaniu i wspieraniu rodzin zaginionych chłopców. Oferowano żywność i pieniądze, wieś przekazała setki paczek z żywnością. Poparcie dla rodzin zaginionych oferowała również szkoła, do której uczęszczali chłopcy, m.in. przekazując datki dla tych rodziców zaginionych, którzy nie pracowali, oczekując informacji o losie swych bliskich. Mimo iż akcja ratunkowa doprowadziła do wielu zniszczeń w okolicy (np. wypompowywana woda, której tylko do 7 lipca wydobyto 128 tys. a do końca akcji prawie milion m³, zalała okoliczne pola), miejscowi rolnicy nie rościli żadnych pretensji. Wspierano również rodziny zaginionych modlitwą i czuwaniem u wejścia do jaskini.

## Efekty

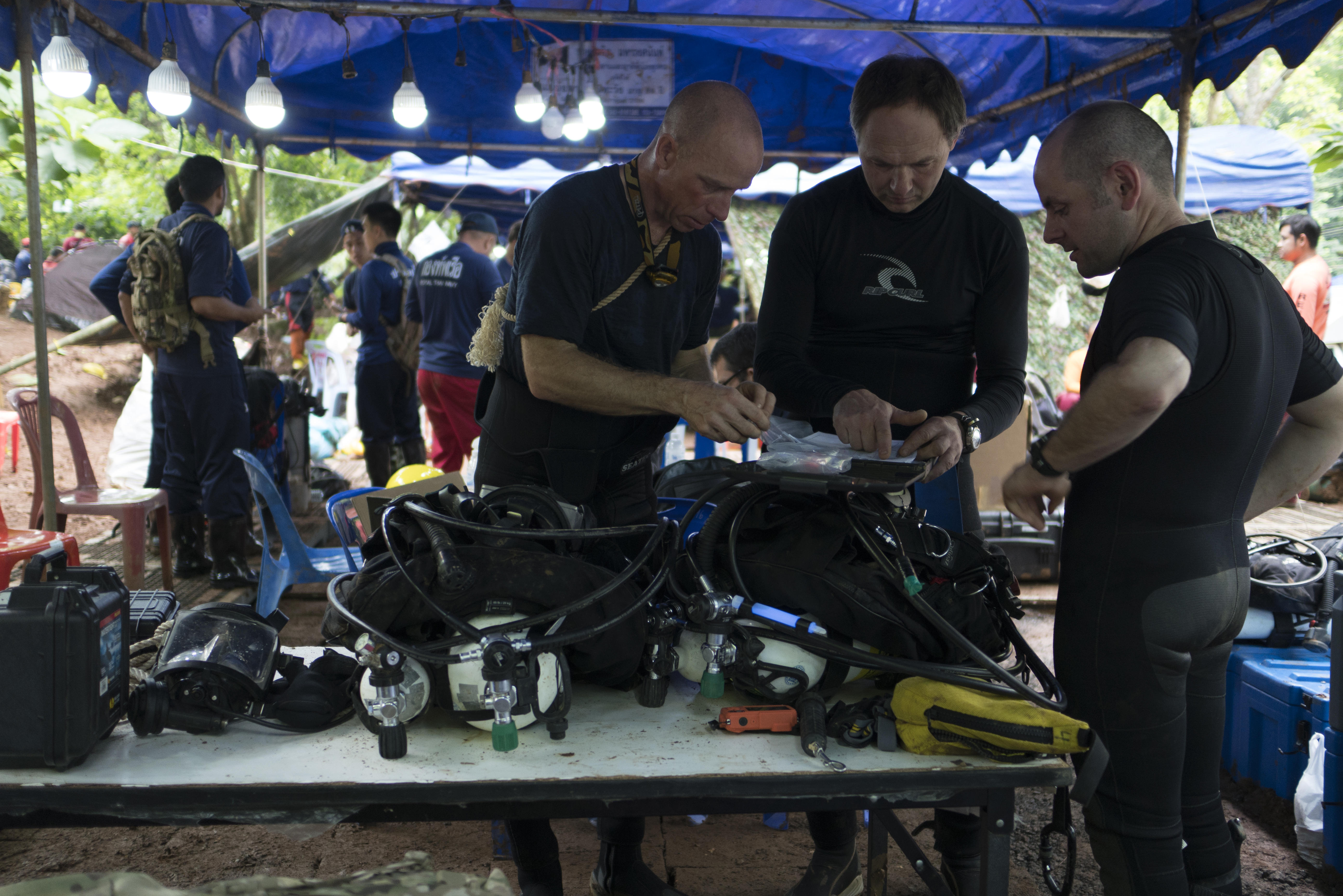
Przygotowywanie sprzętu do nurkowania

Uratowani chłopcy trafili do szpitala w Chiang Rai, oddalonego o 70 km od miejsca tragedii. Kilku z nich miało podwyższony poziom krwinek białych, wskazujących na infekcję, dwóch (według niektórych źródeł trzech) zdradzało objawy zapalenia płuc. Z powodu zagrożenia drobnoustrojami wywołującymi niebezpieczne choroby, np. histoplazmozę, leptospirozę i melioidozę, wyciągnięci chłopcy zostali poddani siedmiodniowej kwarantannie; ostatecznie opuścili szpital 18 lipca. FIFA zaprosiła uczestników dramatu na mecz finałowy mundialu, jednak z powodu kwarantanny chłopcy nie mogli wziąć w nim udziału. Władze Tajlandii obiecały przyśpieszenie procesu przyznania obywatelstwa dla trenera i trzech chłopców, którzy obecnie mają status bezpaństwowców. Ostatecznie 8 sierpnia cała czwórka otrzymała obywatelstwo.
Wkrótce po uwolnieniu chłopców pięć międzynarodowych korporacji filmowych ogłosiło zainteresowanie nakręceniem filmu opartego na wydarzeniach w jaskini. Rząd Tajlandii utworzył specjalny komitet mający nadzorować filmy, jak również dbać o odpowiednio pokazany obraz Tajlandii.

## Media
Zaginięcie stało się również wydarzeniem medialnym, szeroko relacjonowanym na całym świecie i wywołującym globalne zainteresowanie: do Tham Luang przybyło ponad 1000 dziennikarzy ze świata. Wydarzenie obsługiwały agencje prasowe, w tym Reuters oraz największe media na świecie, np. BBC, Le Figaro, Fox News. Swojego korespondenta wysłała polska telewizja TVN. Krytyce poddano zachowanie się niektórych dziennikarzy na miejscu katastrofy; przynajmniej dwukrotnie uruchamiano drony w okolicach lądowisk helikopterowych. Za użycie drona przy wyjściu do jaskini policja tajska zatrzymała dziennikarza TVN Wojciecha Bojanowskiego. Związek dziennikarzy audiowizualnych zaapelował do dziennikarzy o bezwzględne stosowanie norm etycznych zawodu.

## Uratowani

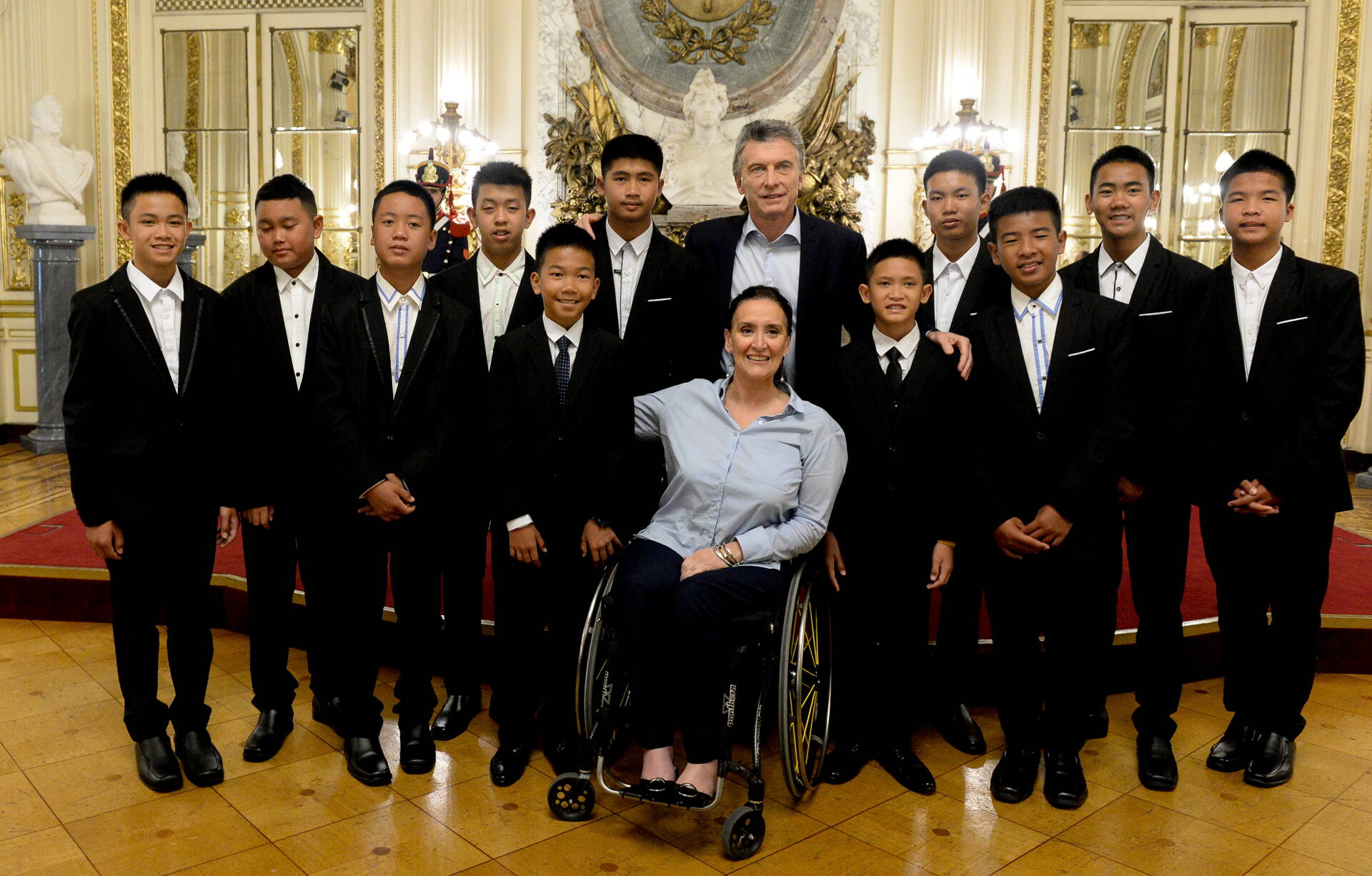
Uratowani chłopcy podczas wizyty w Argentynie

- Ekkarat Wongsookchan, zw. Bew – 14 lat
- Pipat Bodhi, zw. Nick – 15 lat, nie był członkiem zespołu
- Prahak Sutham, zw. Note – 15 lat
- Pornhai Kamluang, zw. Tee – 16 lat
- Panumas Saengdee, zw. Mig – 13 lat
- Adul Sam-on, zw. Dul – 14 lat, pełnił rolę tłumacza[10]
- Peerapat Sompiangjai, zw. Night – 16 lat, ukończył 17 w dniu tragedii[8]
- Sompong Jaiwong, zw. Pong – 13 lat
- Duangpetch Promthep, zw. Dom – 13 lat
- Chanin Wibonrungrueng, zw. Titan – 11 lat
- Nattawur Takamsai, zw. Tern – 14 lat
- Mongkol Boonpiam, zw. Mark – 13 lat, w zespole przebywał na okresie próbnym
- Ekkapol Chanthawong, zw. Ake – 25 lat[3]